# هجوم الموصل (2016)
هجوم الموصل الذي يطلق عليه أيضًا عملية الفتح، يشير إلى هجوم مستمر بدأ في محافظة نينوى العراقية، ضد مواقع داعش في الموصل والمنطقة المحيطة بها. وهذا الهجوم هو جهد مشترك بين القوات الحكومية والميليشيات المتحالفة معها، وقوات كردستان العراق، وقوات برية أمريكية محدودة، ودعم جوي من الولايات المتحدة ودول التحالف الأخرى. يعد الهجوم جزءاً من التدخل العسكري ضد داعش، بهدف إبعاد داعش خارج ثاني أكبر مدينة في العراق، وكذلك بقية محافظة نينوى. وتأتي العملية بعد هجوم الموصل في عام 2015، الذي استعاد بنجاح أجزاء من المنطقة شمال غرب الموصل، لكنه سرعان ما توقف عن اختراق المدينة نفسها، لأسباب مختلفة. وقع سقوط الموصل في أيدي داعش ما بين 4 و10 يونيو 2014.

## الخلفية

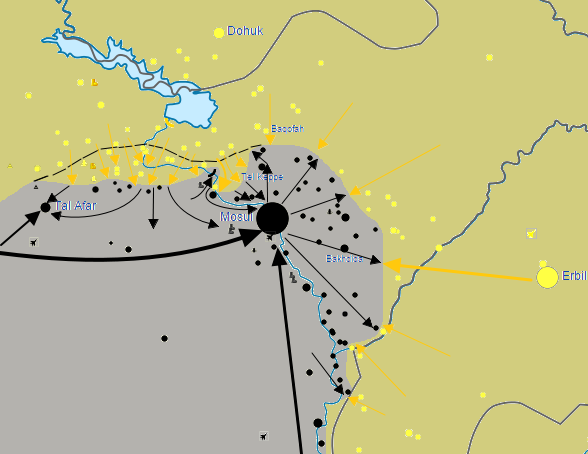
خريطة حصيلة هجوم 2015.

منذ أن سقطت الموصل لصالح داعش في 10 يونيو 2014، كانت الولايات المتحدة والحكومة العراقية تخططان لاستعادة المدينة. في بادئ الأمر، كانت الخطة تقضي بشن هجوم على الموصل في يوليو أو أغسطس 2015.
 منذ أوائل يناير وحتى أواخر فبراير، شنت البيشمركة هجوماً شمال غرب الموصل بمشاركة 5،000 جندي، لتقطع خطوط إمداد داعش إلى تلعفر، ولتصبح على بعد 6 أميال عن مركز المدينة، من الأطراف الشمالية الغربية للموصل. في مايو 2015، أجل سقوط الرمادي لصالح داعش الهجوم المخطط له من أجل استعادة الموصل حتى عام 2016.
في أواخر نوفمبر 2015، طوق الجيش العراقي الرمادي بشكل كامل وشن هجوماً آخر لاستعادة المدينة، حيث استعاد السيطرة تماماً على الرمادي والأقضية المجاورة لها في فبراير 2016. في أواخر فبراير 2016، أعيد نشر 4،000 جندي عراقي في منطقة مخمور شمال غربي محافظة أربيل، استعداداً للهجوم المرتقب على الموصل.

## الهجوم

### مارس/آذار
بدأ الهجوم في 24 آذار/مارس 2016، بالقرب من منطقة مخمور في مقاطعة نينوى. وكان قد تم نشر آلاف من الجنود العراقيين هناك في الأسابيع السابقة، وأقاموا القواعد إلى جانب القوات الكردية والأمريكية.
 وفي حين كان التقدم غربا نحو بلدة النفط في القيارة، أفادت التقارير بأن القوات العراقية إستعادت عدة قرى من داعش، من بينها النصر، وغرماندي، وكديلة، وخوربردان، رغم انه تبين فيما بعد أن تنظيم داعش لا يزال يحتل النصر والقوات الحكومية كانت ما تال تحاول الإستيلاء عليها.

## الخسائر
في 12 أبريل، أعلنت قيادة عمليات نينوى أن المستشفيات في محافظة نينوى استقبلت أكثر من 500 جثة لمقاتلي داعش، خلال العمليات العسكرية جنوب المحافظة، ولا سيما في القيارة.